# Похождения зубного врача
«Похождения зубного врача» — советская кинокомедия режиссёра Элема Климова. Фильм вышел в ограниченном прокате (1967 год, 78 копий) и был «положен на полку». Цензура усмотрела в фильме пародию на советскую действительность. Повторный выпуск состоялся в 1987 году.
Несколько песен Новеллы Матвеевой и Юлия Кима в фильме исполняет «под гитару» Алиса Фрейндлих. Фильм снят в Калуге. Именно в этом фильме состоялся кинодебют Андрея Мягкова.

## Сюжет
Попав по распределению в небольшой городок, молодой зубной врач Сергей Чесноков (Андрей Мягков) обнаруживает у себя удивительную способность удалять зубы, не причиняя боли. Обществом такой талант был воспринят неоднозначно, в результате чего в жизни Чеснокова возникают разные волнующие события.
Весть о молодом талантливом враче разносится моментально, и у Чеснокова, в отличие от его коллег, нет отбоя от пациентов. Он пожинает все плоды своей славы. У коллег талант Чеснокова вызывает зависть, однако реагируют они по-разному. Так, если опытный врач Рубахин решает уехать работать в другой город, то доктор Ласточкина (Вера Васильева) начинает плести против Чеснокова интриги, в результате чего к нему приходит специальная комиссия. Чесноков не решается в присутствии комиссии провести удаление зуба у Маши и направляет её в областную поликлинику. Комиссия признаёт это решение правильным, однако оно оказывается роковым для Маши: из-за отъезда в областной центр расстраивается её свадьба.
Потеряв из-за этого случая способность удалять зубы без боли, Чесноков бросает зубоврачебную практику и устраивается на преподавательскую работу. Вначале прослыв как дотошный ментор, он постепенно становится известен и как талантливый педагог. Известность Чеснокова всё же не даёт покоя Ласточкиной, и она во главе очередной комиссии заявляется в зубоврачебный техникум проверить, так ли всё у него хорошо. Представляется реальный случай доказать его преподавательский талант — у одной из студенток заболел зуб, и Чесноков поручает другой своей студентке его удалить. Операция не удаётся, и комиссия требует от Чеснокова её завершить, а узнав, что Чесноков отказывается, так как давно не практикует, все возмущаются, чему же он может научить студентов. Внезапно Чесноков чувствует, что искусство к нему возвратилось, и он успешно удаляет зуб. Новость мгновенно разносится по городу, и в кабинете собирается огромное число людей. Когда Чесноков собирается удалить зуб у очередного больного, одна из студенток просит его разрешить сделать это самой и удаляет зуб «по-чесноковски».

## В ролях
- Андрей Мягков — Сергей Петрович Чесноков
- Вера Васильева — Людмила Ивановна Ласточкина
- Алиса Фрейндлих — Маша
- Пантелеймон Крымов — отец Маши
- Ольга Гобзева — Таня
- Игорь Кваша — Мережковский, борец за справедливость
- Валентин Никулин — больной, приведённый для «показательного» удаления зуба
- Евгений Перов — Яков Васильевич Рубахин
- Андрей Петров — Котиков, начальник Чеснокова
- Леонид Дьячков — жених Маши
- Елизавета Никищихина — студентка Завальнюк
- Любовь Корнева — Карпова, студентка медучилища
- Светлана Старикова — комсорг

## Съёмочная группа
- Режиссёр: Элем Климов
- Сценарий: Александр Володин
- Оператор: Самуил Рубашкин, Генри Абрамян
- Художники: Владимир Камский, Борис Бланк
- Композитор: Альфред Шнитке
- Дирижёр: Вероника Дударова
- Песни Новеллы Матвеевой и Юлия Кима исполняет Алиса Фрейндлих
- Монтаж — В. Белова

## Музыка
Композитор Альфред Шнитке, создавший музыку для фильма, позже включит некоторые музыкальные фрагменты в свою «Сюита в старинном стиле для скрипки и фортепиано» («Пастораль», «Балет» и «Пантомима»), которая появится в 1972 году. В музыкальном сопровождении фильма совмещены две линии: бардовская и барочная (в духе Луиджи Боккерини и Антонио Вивальди).

## Видео
В 1990 году кинообъединение «Крупный план» выпустило фильм на видеокассете.